# Paris–Vichy
Das Straßenradrennen Paris–Vichy war ein französischer Radsportwettbewerb für Berufsfahrer, der als Eintagesrennen von 1928 bis 1936 von Paris nach Vichy im Département Allier veranstaltet wurde. Das Rennen hatte 7 Austragungen.

## Palmarès
- 1927  Arsène Alancourt
- 1928–1929 nicht ausgetragen
- 1930  Antonin Magne
- 1931  Jean Bidot
- 1932  Jean Bidot
- 1933  Léon Louyet
- 1934  Roger Lapébie
- 1935  Jean Aerts